# Bělidla
Bělidla (německy Bleich) je historická obec, městská čtvrť a katastrální území, část statutárního města Olomouc východně od centra Olomouce. Žije zde necelých tisíc obyvatel.

## Historie
Území zvaná Bělidla jsou vlastně v Olomouci dvě. První Bělidla (německy Pilten) byla stará osada tkalců v místech dnešní ulice Sokolská, která vznikla na severu těsně za městskými hradbami a až v polovině 16. století se po vybudování nových hradeb stala součástí Olomouce. To bylo také poslední rozšíření města před vznikem Velké Olomouce v roce 1919. Zdejší osídlení se v sevření hradeb roztáhlo do šíře a když už ani to nestačilo, část zdejších obyvatel počátkem 17. století odešla na pozemky statku „Šenkovství markrabské“ na východ od města u řeky Bystřice, dnes zastavěné železničním kolejištěm, kde založili nová Bělidla.
Tato osada ale musela po roce 1746 ustoupit výstavbě olomoucké pevnosti, domy byly zbořeny a jejich obyvatelé se převážně přestěhovali do nově vzniklé osady Pavlovičky. Až roku 1790 po rozparcelování místního městského hospodářského dvora svá Bělidla (německy Bleich) ještě o něco východněji od dřívějších obnovili. Patřila opět Olomouci, ale od roku 1850 už šlo o samostatnou katastrální a politickou obec. Její rozvoj značně ovlivňovala železnice, kromě toho zde byla založena Brachova sladovna, Zornův potravinářský závod Merkur nebo pily knížete Lichtenštejna a Číhalova. Obyvatelstvo Bělidel bylo převážně české, farností i školou příslušné do Chválkovic, až roku 1893 zde byla postavena škola vlastní. Škola má jméno Speciální škola Z. Matějčka a je pojmenovaná po dětském psychologovi Zdeňkovi Matějčkovi. Spolková činnost se odehrávala převážně v sousedních Hodolanech, se kterými zdejší občané měli úzké vztahy. V roce 1909 zde ale v hostinci Na Blajchu vznikl Sokol. V roce 1919 se Bělidla stala jako další předměstí součástí Olomouce.
| Rok      | 1869 | 1880 | 1890 | 1900 | 1910 | 1921 | 1930 |
| -------- | ---- | ---- | ---- | ---- | ---- | ---- | ---- |
| Obyvatel | 633  | 788  | 964  | 1113 | 1502 | 1782 | 1811 |
| Domů     | 33   | 61   | 78   | 94   | 140  | 169  | 198  |
| Rok      | 1950 | 1961 | 1970 | 1980 | 1991 | 2001 | 2011 |
| Obyvatel | 1357 | 1802 | 1146 | 842  | 754  | 763  | 779  |
| Domů     | 208  | ?    | 196  | 182  | 185  | 183  | 208  |

1. ↑  Z toho 1596 osob národnosti československé, 181 německé a 34 ostatních.[7]